# قلعة آسيا
قلعة آسيا هي مدينة ومركز مقاطعة بخارى في ولاية بخارى في أوزبكستان.